# Circonscriptions électorales françaises
Les circonscriptions électorales françaises sont les divisions territoriales au sein desquelles sont organisées les différentes élections en France.

## Les différentes circonscriptions électorales
- Les conseillers municipaux et communautaires sont élus dans le cadre de la commune (ou de l'arrondissement à Paris, Lyon et Marseille).
- Les conseillers départementaux (conseillers généraux avant 2015) sont élus dans le cadre du canton.
- Les conseillers métropolitains de la métropole de Lyon sont élus dans le cadre des circonscriptions électorales. Cette collectivité territoriale se substitue au conseil départemental et remplit en outre les fonctions d'une métropole de droit commun.
- Les conseillers territoriaux (en Martinique et en Guyane) sont élus dans le cadre des circonscriptions territoriales.
- Les conseillers régionaux sont élus dans le cadre des régions mais les listes de candidats comportent des sections départementales.
- Les députés à l'Assemblée nationale sont élus dans des circonscriptions législatives.
- Les sénateurs au Sénat sont élus dans des circonscriptions sénatoriales, qui correspondent en France aux départements et aux collectivités d'outre-mer.
- Les députés européens au Parlement européen sont élus dans le cadre d'une circonscription nationale unique. Entre 2004 et 2019, ils étaient élus dans le cadre de huit grandes circonscriptions regroupant une ou plusieurs régions.